# 兰州工业学院
兰州工业学院（简称兰工院）是中华人民共和国的一所全日制本科公办省属普通高等学校，位于甘肃省兰州市七里河区。

## 历史沿革
1962年，甘肃省机械制造学校与煤炭、电力、轻工、重工和邮电5所中专合并组建了甘肃省工业学校。1974年，更名为兰州工业学校。1989年，改建为兰州工业高等专科学校:241。2012年，升格为兰州工业学院。